# Sunniva minor
Sunniva minor là một loài chân đều trong họ Scleropactidae. Loài này được Budde-Lund miêu tả khoa học năm 1908.